# Deniz Gamze Ergüven
Deniz Gamze Ergüven (Ancara, Turquia, 4 de junho de 1978) é uma diretora, atriz, e escritora de cinema turco-francesa. É mais conhecida pelo seu filme Mustang (2015), que representou a França em sua indicação ao Oscar 2016 de melhor filme estrangeiro em 2016.

## Filmografia
As informações de filmografia foram retiradas da página do IMDB da atriz.

### Direção
- 2017 – Kings
- 2015 – Mustang (filme)
- 2006 – Bir damla su
- 2006 – Mon trajet préféré (Une gotte d'eau)

### Atriz
- 2012 – The Capsule
- 2012 – Augustine
- 2007 – Cada Um com Seu Cinema
- 2007 – Bir damla su (Une goutte d'eau)